# Rieplsches Gesetz
Das so genannte Rieplsche Gesetz der Medien besagt, dass kein gesellschaftlich etabliertes Instrument des Informations- und Gedankenaustauschs von anderen Instrumenten, die im Laufe der Zeit hinzutreten, vollkommen ersetzt oder verdrängt wird. 
Der deutsche Journalist und Chefredakteur der Nürnberger Zeitung Wolfgang Riepl formulierte 1913, kurz vor dem Ersten Weltkrieg, in seiner Dissertation „Das Nachrichtenwesen des Altertums mit besonderer Rücksicht auf die Römer“ die Hypothese:

„Trotz aller solchen Wandlungen ist indessen festzustellen, daß neben den höchstentwickelten Mitteln, Methoden und Formen des Nachrichtenverkehrs in den Kulturstaaten auch die einfachsten Urformen bei verschiedenen Naturvölkern noch heute im Gebrauch sind […]. Andererseits ergibt sich gewissermaßen als ein Grundgesetz der Entwicklung des Nachrichtenwesens, daß die einfachsten Mittel, Formen und Methoden, wenn sie nur einmal eingebürgert und brauchbar befunden worden sind, auch von den vollkommensten und höchst entwickelten niemals wieder gänzlich und dauernd verdrängt und außer Gebrauch gesetzt werden können, sondern sich neben diesen erhalten, nur daß sie genötigt werden, andere Aufgaben und Verwertungsgebiete aufzusuchen.“

Riepls Aussage wurde von der späteren Medienwissenschaft umgedeutet zu einem „Gesetz der Komplementarität der Medien“ – und in der Folge häufig kritisiert und widerlegt. So schrieb der Medienwissenschaftler Werner Faulstich 2002:

„So ist der Bote im 21. Jahrhundert längst kein Medium mehr, das als solches etabliert und in irgendeiner Weise gesellschaftlich dominant wäre. Und welche Rolle spielt heute noch der Telegraph für die Individualkommunikation? Vergleichbar fungieren auch zahlreiche andere frühere Menschmedien wie der Prediger oder der Ausrufer, Schreibmedien wie die Rolle und frühere Druckmedien wie der Kalender heute nicht mehr als Medium, obwohl sie früher einmal durchaus und nachweisbar Mediencharakter innehatten. Mit anderen Worten: Das sogenannte ‚Unverdrängbarkeitsgesetz‘ ist überhaupt kein Gesetz und als These schlicht falsch.“

Trotzdem wird der Begriff in der deutschsprachigen Sozialwissenschaft und Kommunikationswissenschaft weiter genutzt: Riepls einfache Hypothese in Bezug auf „alte“ Kommunikationsriten in der Antike, die erhalten blieben, auch wenn es „neuere“ gab, wurde als „Gesetz“ auf die moderne Medienwelt bezogen – mit folgender Grundaussage: Neue, höher entwickelte Medien haben die alten nie verdrängt, es entstanden Analogien wie: 
- Mit der Einführung des Hörfunk starb die Tageszeitung nicht aus, sondern sie spezialisierte sich auf stärkere Hintergrundberichterstattung und lokale Ereignisse.
- Mit der Einführung des Fernsehens spezialisierte sich das ehemals generalistische Medium Hörfunk auf besondere Aktualität und Funktion als Nebenbeimedium und starb nicht aus.
- Mit der Einführung des Fernsehens spezialisierte sich das ehemals generalistische Medium Kino auf das Gemeinschaftserlebnis und besondere Wucht von Bild und Ton und starb nicht aus.

Seit den 1990ern wird das „Rieplsche Gesetz“ im Zusammenhang mit der digitalen Revolution und den damit verbundenen Phänomenen wie Zeitungssterben, kostenlosen Online-Angeboten (siehe Gratiskultur) und Blogs diskutiert.